# Astacilla pusilla
Astacilla pusilla là một loài chân đều trong họ Arcturidae. Loài này được Sars miêu tả khoa học năm 1873.